# Gennaro Olivieri (calciatore)
Gennaro Olivieri (Castellammare di Stabia, 10 febbraio 1942 – Castellammare di Stabia, 27 gennaio 2020) è stato un calciatore e allenatore di calcio italiano, di ruolo terzino.

## Carriera

### Giocatore

Olivieri (in piedi, secondo da sinistra) nella Roma del 1966-1967

Esordisce giovanissimo, prima come mediano poi come terzino ambidestro, nella Juve Stabia prima in IV Serie e successivamente in Serie D, viene notato dai segnalatori di Paolo Mazza che lo acquista per la sua giovane SPAL. Con i biancoazzurri Olivieri disputa cinque campionati, quattro di Serie A e uno di Serie B, vincendolo, esordendo nella massima Serie l'17 dicembre 1961 a San Siro di Milano contro il Milan. Nel 1964-1965 gioca 32 partite di Serie A giocando in coppia con Gianfranco Bozzao. In questo periodo viene convocato nella Nazionale di Serie B, partecipa con la Nazionale Olimpica alle qualificazioni per i Giochi olimpici di Tokyo del 1964, poi Edmondo Fabbri lo convoca otto volte nella Nazionale maggiore.
Dopo sei campionati alla SPAL, nel 1966 viene ceduto alla Roma in cambio di Glauco Tomasin. A Roma gioca nella squadra allenata da Oronzo Pugliese che si classifica decima, e dopo circa 100 gare in Serie A, nella SPAL e nella Roma, scende nuovamente, nel 1968, in Serie B con il Perugia, dove ritroverà i suoi ex compagni dei tempi della SPAL Angelo Montenovo e Riccardo Innocenti. Dopo tre campionati di Serie B con i grifoni, torna in Campania nel 1969 per disputare altri due campionati con la Salernitana. Nella stagione 1970-1971 la Salernitana di Domenico Rosati, si classifica al secondo posto ad un solo punto dal Sorrento primo, che conquista la promozione in B.
Nel 1973 passa alla Nocerina allenata da Gianni Di Marzio, con la quale conquista il secondo posto in Serie D. L'anno dopo torna in Serie C con la sua squadra di casa, la Juve Stabia, sempre con Gianni Di Marzio allenatore e nelle vesti di capitano, con cui si classificano ai primi posti in classifica. Gli ultimi anni di calcio giocato li disputa a Pozzuoli, nella Puteolana dove disputa due campionati in Serie D chiudendo la carriera nel 1975.

### Allenatore
Nel 1978 intraprende la carriera di allenatore iniziando nel 1978-1979 dalla Scafatese in Serie D; nel 1979-1980 è all'Irpinia e nel 1980-1981 alla Cavese. Dal 1981 al 1983 lavora con il Roccella; nel 1983-1984 allena il Siderno in Serie D; nel 1984-1985 allena il Cassano Jonio in Serie D; nel 1985-1986 è alla guida della Paganese in Serie C2.
Nel 1993 entra a far parte della F.I.G.C. prima come allenatore e poi come Commissario Tecnico della Nazionale di calcio militare, dove, nel 1997 vince la medaglia d'argento ai Mondiali di calcio militari a Teheran. Resta nel ruolo fino al 2004.

## Palmarès

### Allenatore

#### Competizioni nazionali
- Campionato italiano Serie C1: 1

Cavese: 1980-1981 (girone B)